# Kraxenberger Fahrzeug-Museum

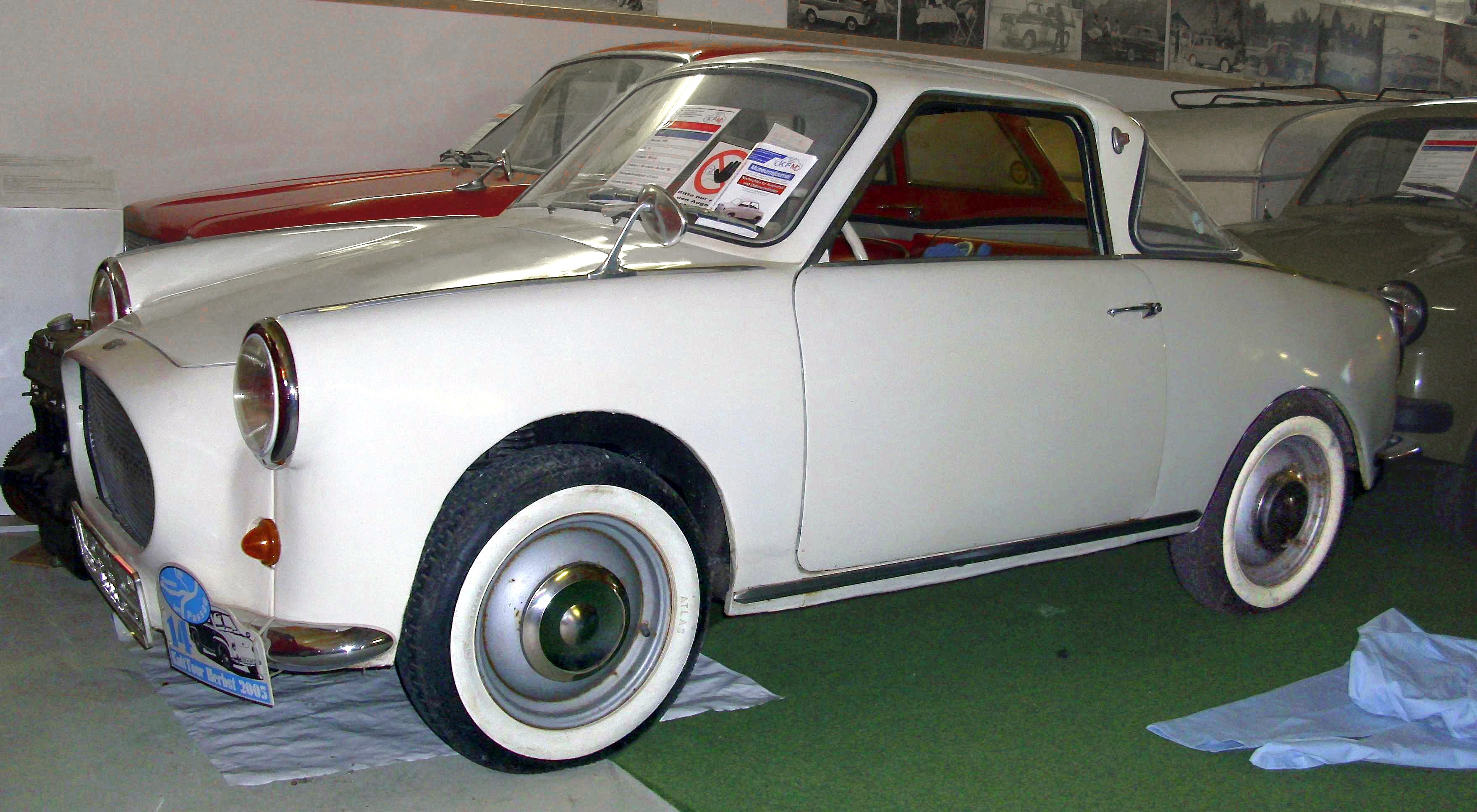
Glas Isar S 35 von 1959 (Nachbau)

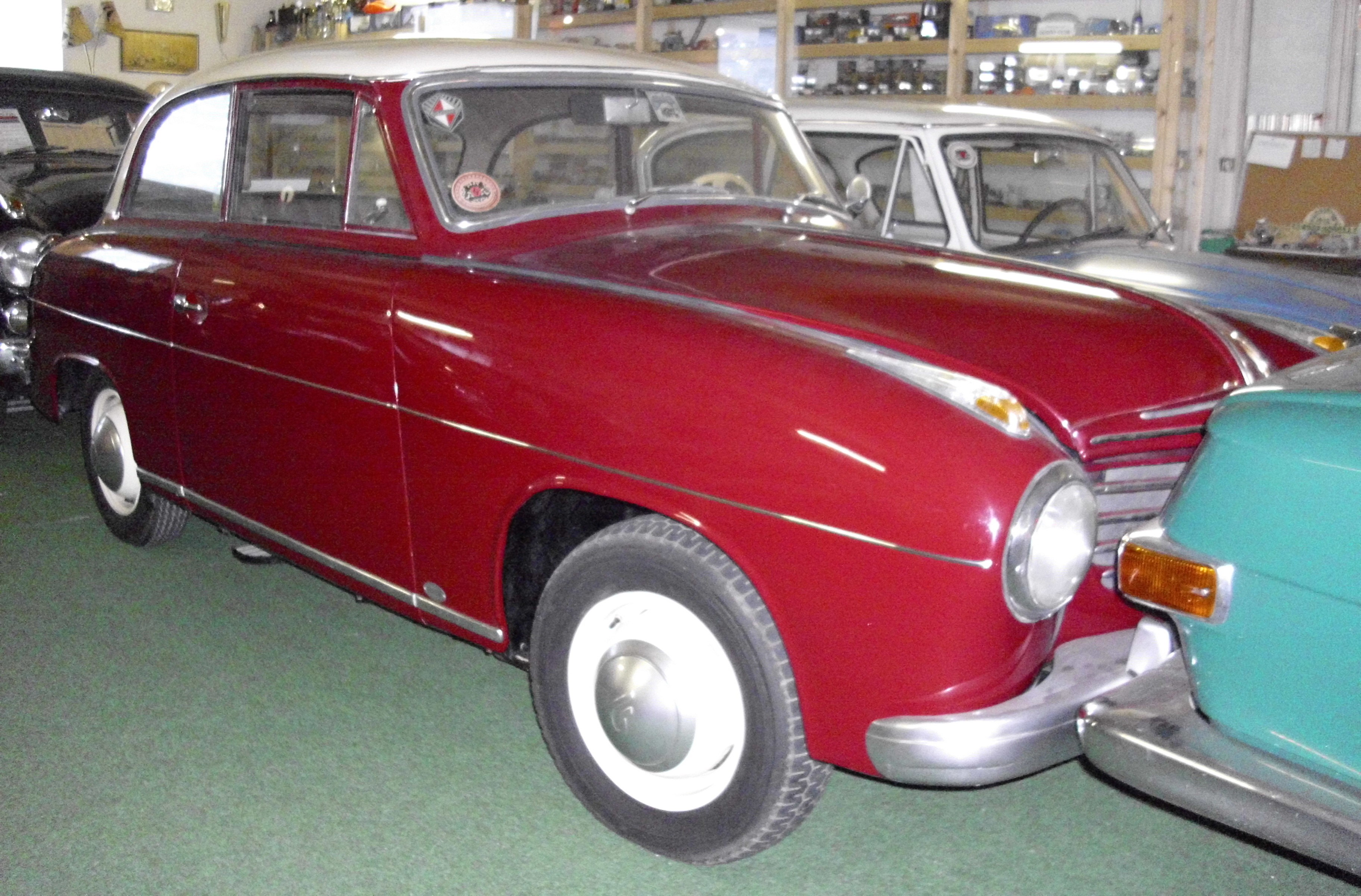
Goliath GP 700 von 1957

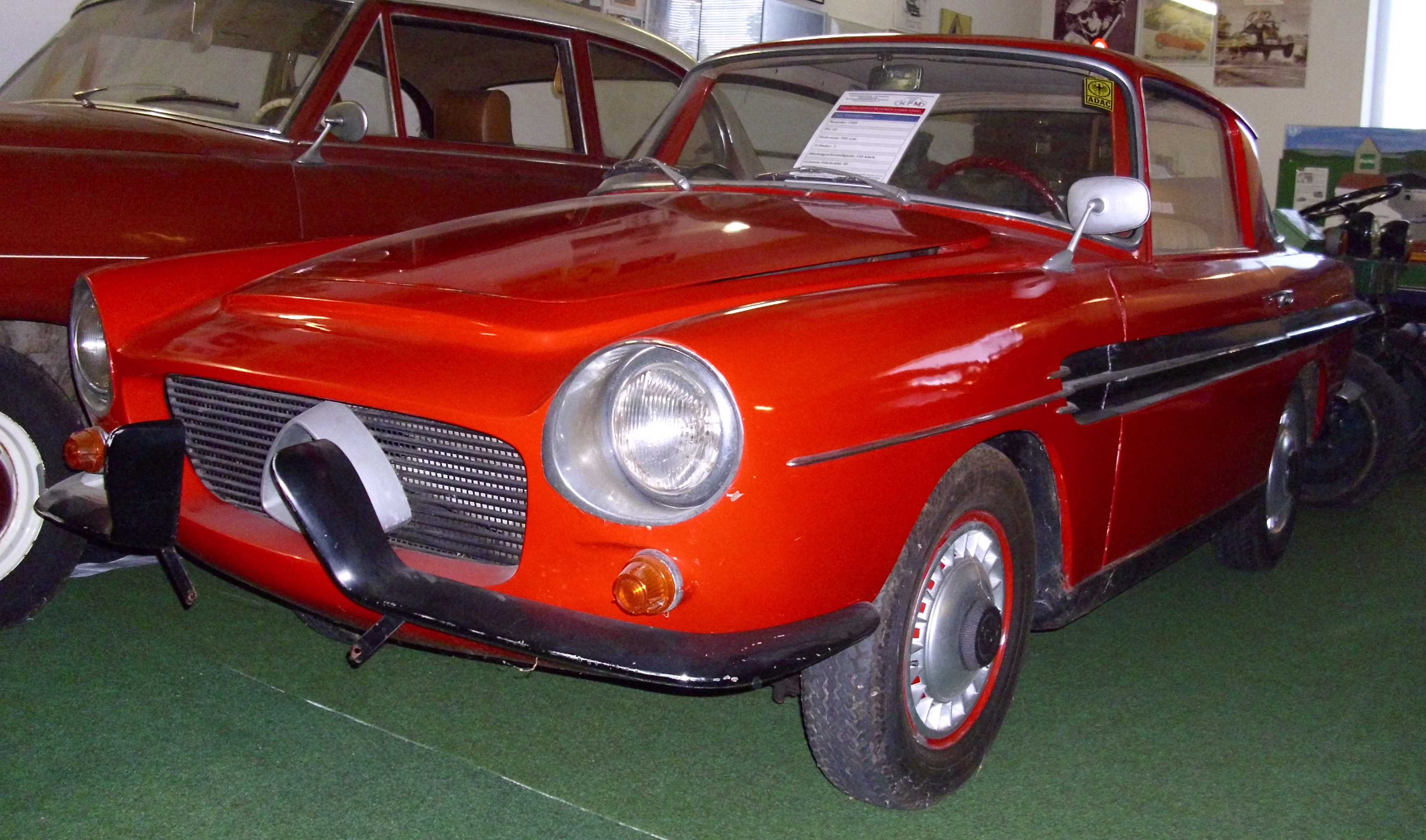
Lloyd Alexander Frua von 1959

Kraxenberger Fahrzeug-Museum war ein Automuseum in Bayern.

## Geschichte
Jürgen Kraxenberger gründete 2007 das Museum in Moosthenning, einer Gemeinde im Landkreis Dingolfing-Landau. Die Eröffnung war am 1. Oktober 2007 oder am 3. Oktober 2007. Anfangs hatte es an sechs Tagen pro Woche von April bis Oktober geöffnet, ab spätestens 2014 nur noch an den Wochenenden dieser Monate.
Ende Oktober 2015 schloss es. Die begrenzte Ausstellungsfläche, die nicht mehr erweitert werden konnte, wird als einer der Gründe angegeben. Weitere waren die schlechte Zufahrtsmöglichkeit speziell für größere Fahrzeuge wie Omnibusse sowie die geringen Besucherzahlen. Es gab Pläne, 2017 ein größeres Museum im Bayerischen Wald zu eröffnen.

## Ausstellungsgegenstände
Das Museum stellte 32 Personenkraftwagen, 4 Lastkraftwagen und 2 Motorräder aus. Der Schwerpunkt lag bei Fahrzeugen der Borgward-Gruppe, also Borgward, Goliath und Lloyd, sowie der Hans Glas GmbH aus dem nahen Dingolfing.
Genannt werden die Modelle Lloyd Alexander Frua und Mikrus MR-300. Des Weiteren sind ein Goliath GP 700 und ein Glas Isar S 35 abgebildet. Der letztgenannte war der Prototyp eines Coupés auf Glas-Isar-Basis mit einer Karosserie des Goggomobil-Coupés, die im Frontbereich angepasst wurde. Ausgestellt war allerdings ein Nachbau, da das Original als verschollen gilt.
Das Museum zeigte Fahrzeuge der Marken Borgward, Büssing, Framo, Glas, Goggomobil, Goliath, Lloyd, NSU, Peugeot, Puch, Reliant, Simson, Tatra, Trabant, Wartburg und Zündapp. Außerdem wurden Möbel, Schreibmaschinen, Puppen und über 2000 Modellautos ausgestellt. Der Framo war ein V 901, der Reliant ein Regal 3/25 und der Tatra ein 2-603.